# Ismail Al Hammadi
Ismail Al Hammed (tiếng Ả Rập: إسماعيل الحمادي; sinh ngày 1 tháng 7 năm 1988) là một cầu thủ bóng đá đến từ Các Tiểu vương quốc Ả Rập Thống nhất (UAE). Hiện tại anh thi đấu cho Shabab Al-Ahli. Anh thi đấu cho Đội tuyển bóng đá quốc gia Các Tiểu vương quốc Ả Rập Thống nhất và đại diện tại Thế vận hội Mùa hè 2012.

## Bàn thắng quốc tế
Tỉ số và kết quả liệt kê bàn thắng của Các Tiểu vương quốc Ả Rập Thống nhất trước.
| Bàn thắng | Ngày                 | Địa điểm                                                      | Đối thủ    | Tỉ số | Kết quả      | Giải đấu                 |
| --------- | -------------------- | ------------------------------------------------------------- | ---------- | ----- | ------------ | ------------------------ |
| 1.        | 8 tháng 10 năm 2008  | Sân vận động Tohoku Denryoku Big Swan, Niigata City, Nhật Bản | Nhật Bản   | 1–1   | 1–1          | Giao hữu                 |
| 2.        | 15 tháng 10 năm 2008 | Sân vận động World Cup Seoul, Seoul, Hàn Quốc                 | Hàn Quốc   | 1–2   | 1–4          | Vòng loại World Cup 2010 |
| 3.        | 5 tháng 1 năm 2009   | Sân vận động Cảnh sát Hoàng gia Oman, Muscat, Oman            | Yemen      | 2–0   | 3–1          | Cúp Vùng Vịnh 2009       |
| 4.        | 2 tháng 6 năm 2009   | Sân vận động Maktoum bin Rashid Al Maktoum, Dubai, UAE        | Đức        | 1–6   | 2–7          | Giao hữu                 |
| 5.        | 23 tháng 7 năm 2011  | Sân vận động Quốc tế Sheikh Khalifa, Al Ain, UAE              | Ấn Độ      | 3–0   | 3–0          | Vòng loại World Cup 2014 |
| 6.        | 2 tháng 9 năm 2011   | Sân vận động Tahnoun bin Mohammed, Al Ain, UAE                | Kuwait     | 1–3   | 2–3          | Vòng loại World Cup 2014 |
| 7.        | 18 tháng 1 năm 2013  | Sân vận động Quốc gia Bahrain, Riffa, Bahrain                 | Iraq       | 2–1   | 2–1 (s.h.p.) | Cúp Vùng Vịnh 2013       |
| 8.        | 15 tháng 11 năm 2013 | Sân vận động Thành phố Thể thao Zayed, Abu Dhabi, UAE         | Hồng Kông  | 4–0   | 4–0          | Vòng loại Asian Cup 2015 |
| 9.        | 5 tháng 3 năm 2014   | Sân vận động Bunyodkor, Tashkent, Uzbekistan                  | Uzbekistan | 1–0   | 1–1          | Vòng loại Asian Cup 2015 |
| 10.       | 27 tháng 5 năm 2014  | Sân vận động Fontenette, Carouge, Thụy Sĩ                     | Armenia    | 1–1   | 3–4          | Giao hữu                 |
| 11.       | 16 tháng 1 năm 2016  | Sân vận động Thành phố Thể thao Zayed, Abu Dhabi, UAE         | Iceland    | 1–1   | 2–1          | Giao hữu                 |
| 12.       | 18 tháng 3 năm 2016  | Sân vận động Thành phố Thể thao Zayed, Abu Dhabi, UAE         | Bangladesh | 1–0   | 6–1          | Giao hữu                 |
| 13.       | 18 tháng 3 năm 2016  | Sân vận động Thành phố Thể thao Zayed, Abu Dhabi, UAE         | Bangladesh | 3–1   | 6–1          | Giao hữu                 |
| 14.       | 24 tháng 3 năm 2016  | Sân vận động Thành phố Thể thao Zayed, Abu Dhabi, UAE         | Palestine  | 1–0   | 2–0          | Vòng loại World Cup 2018 |